# Velké Přílepy
Pour les articles homonymes, voir Přílepy.
Velké Přílepy (en allemand : Groß Pschilep) est une commune du district de Prague-Ouest, dans la région de Bohême-Centrale, en République tchèque. Sa population s'élevait à 3 603 habitants en 2024.

## Géographie
Velké Přílepy se trouve à 13 km au nord-ouest du centre de Prague.
La commune est limitée par Svrkyně et Tursko au nord, par Úholičky et Únětice à l'est, par Statenice au sud et par Lichoceves à l'ouest.

## Histoire
La première mention écrite du village date de 1228.

## Administration
La commune se compose de deux sections :
- Velké Přílepy
- Kamýk u Velkých Přílep